# Röbjörkeby
Röbjörkeby är en ort i Fryksände distrikt (Fryksände socken) i Torsby kommun i norra Värmland strax nordost om Torsby. Fram till och med år 2000 avgränsade SCB bebyggelsen i Röbjörkeby och dess grannort i norr, Persby, till en småort namnsatt till Röbjörkeby. År 2005 fanns ingen småort som omfattade bebyggelsen i Röbjörkeby. År 2010 omfattade småorten Persby och Utterbyn bebyggelsen i norra Röbjörkeby. Sedan 2015 ingår ortens bebyggelse i tätorten Torsby.